# Академический Большой концертный оркестр имени Ю. В. Силантьева
Академический Большой концертный оркестр имени Ю. В. Силантьева — российский государственный эстрадный оркестр. Образован в 1945, современное название с 1999. Входит в состав Российского государственного музыкального телерадиоцентра (РГМЦ).

## Очерк истории
Оркестр образован при Всесосюзном радиокомитете (ВРК) в 1945 г. Его музыкальным руководителем до 1952 г. был В. Н. Кнушевицкий. Оркестр сотрудничал с известными советскими музыкантами (эстрадными и академическими), часто записывался на пластинки без обозначения бренда как «Оркестр под управлением В. Н. Кнушевицкого» и «Эстрадный оркестр под управлением В. Н. Кнушевицкого». После реорганизации ВРК и появления Всесоюзного радио в 1952 г. выступал и записывался под брендом «Эстрадный оркестр Всесоюзного радио». В 1954—1958 гг. художественным руководителем оркестра был дирижёр Г. А. Столяров. В 1950-е гг. с ним выступали и записывались другие дирижёры, в том числе Г. И. Кац.
Расцвет творческой деятельности оркестра связан с деятельностью Ю. В. Силантьева, который руководил оркестром (переименованным в 1974 г. в «Эстрадно-симфонический оркестр Центрального телевидения и Всесоюзного радио», сокращённо — Эстрадный оркестр Гостелерадио) в 1958—1983 гг. В 1993 г. коллектив удостоился звания «академический», в 1999 г. получил современное название. Руководители с 1983:
- 1983—1989 А. А. Петухов
- 1989—2007 М. М. Кажлаев
- с 2007 — А. Л. Клевицкий